# Shlomo Venezia
Shlomo Venezia (né à Salonique, aujourd'hui Thessalonique, le 29 décembre 1923 et mort à Rome le 30 septembre 2012) est un écrivain juif italien de Grèce contemporain. Survivant du camp d’Auschwitz-Birkenau, il est l’auteur de Sonderkommando: Dans l'enfer des chambres à gaz qui raconte son expérience concentrationnaire dans les corps de prisonniers affectés au fonctionnement des chambres à gaz.

## Biographie
Shlomo Venezia nait à Salonique, dans une famille séfarade qui avait transité par l’Italie (et en avait gardé la nationalité) avant de s’établir en Grèce, à la suite de l’expulsion des Juifs d’Espagne. Orphelin de père à treize ans, il est contraint d’interrompre sa scolarité pour subvenir aux besoins de la famille. Étiquetés comme ennemis après l’invasion de la Grèce par les forces de Mussolini en 1940, les Juifs italiens de Salonique se voient temporairement protégés par leur nationalité à l’arrivée des troupes d’occupation allemandes. Cependant, en 1942, les Venezia préfèrent au rapatriement en Italie la fuite à Athènes. En mars 1944, ils se retrouvent enfermés dans une synagogue avec une partie de la communauté de la ville, avant d’être déportés le mois suivant au camp d'extermination Auschwitz-Birkenau,.
Lors de la Selektion opérée par les médecins nazis pour séparer les prisonniers considérés comme aptes au travail des autres, Shlomo Venezia se retrouve dans la « bonne file » avec son frère Maurice et deux de ses cousins (Dario et Jacob). Sa mère et ses deux sœurs cadettes sont, quant à elles, classées comme « inutiles » et envoyées dans les chambres à gaz.
Après l’habituel processus d’« insertion bureaucratique » (tonte, douche, tatouage du numéro sur l’avant-bras gauche, réception des tenues d'internés), Shlomo Venezia est enfermé dans une section distincte du camp, afin de passer quarante jours en isolement, ce qui devait, selon les autorités allemandes, éviter la propagation d’épidémies dans le Lager.
Au bout de vingt jours de quarantaine seulement, il est affecté à la tonte des nouveaux arrivants puis au Sonderkommando (« unités spéciales ») de l'un des plus grands crématoires de Birkenau. Choisis pour leur constitution robuste et leur bonne condition physique, les membres des Sonderkommandos sont chargés de l'incinération des déportés tués dans les chambres à gaz. Par une série de hasards, il échappe au sort promis à ces prisonniers, périodiquement et systématiquement assassinés pour maintenir le secret sur la conduite de la « solution finale de la question juive »,.
Il prend part à la révolte du Sonderkommando en octobre 1944. Lors de cet évènement, le kapo du Crématoire II, Lemke Piliszko, comprend très rapidement que les choses ne se déroulent pas comme prévu et ordonne avec insistance à son équipe de ne pas bouger. Les SS avaient cerné le Crématoire et ceux qui tentèrent de fuir furent abattus. Il reprendra le travail au Crématoire II, seul Crématoire qui continuera à fonctionner les autres étant démantelés à partir de cette période (le Crématoire IV fût détruit par la révolte).
Évacué d’Auschwitz, il survit aux marches de la mort et est libéré par l’armée américaine en 1945, dans un camp autrichien. Rapatrié en Italie où il retrouve son frère Maurice et sa sœur ainés, il passe trois ans en sanatorium. Comme beaucoup de survivants, il garde le silence sur ses expériences dans un monde qui ne veut de toute façon pas l’écouter mais décide de prendre la parole en 2006, à la suite des discours négationnistes. Shlomo Venezia devient alors l'un des plus importants porte-paroles de la Shoah. Invité dans des émissions de télévision, des écoles et des manifestations commémoratives, il s’adresse principalement à la jeunesse afin qu’elle puisse transmettre à son tour les évènements qui eurent lieu en Europe entre 1940 et 1945.
Shlomo Venezia meurt à l'âge de 89 ans à Rome, d’une insuffisance respiratoire, séquelle d’une tuberculose contractée en déportation.

## Témoignages
Shlomo Venezia est l’un des rares survivants (le seul en Italie, une douzaine dans le monde) des Sonderkommados et a couché ses mémoires dans Sonderkommando, témoignage recueilli par Béatrice Prasquier et l'historien Marcello Pezzetti (traduit et publié en 2007 par l'éditeur Albin Michel, sous le titre de Sonderkommando, dans l'enfer des chambres à gaz,  (ISBN 978-2226175939)).
Il a aussi donné nombre de conférences sur son expérience et ses souvenirs, parmi lesquels le suivant :

« D'autres fois, on m'a demandé, par exemple, si quelqu'un n'était jamais resté en vie dans les chambres à gaz. C'était très difficile, pourtant une fois une personne est restée vivante. Il s'agissait d'un enfant d'environ deux mois. Soudain, après avoir ouvert la porte et mis en service les ventilateurs pour enlever l'horrible odeur de gaz et de toutes ces personnes - parce que leur mort était très douloureuse - un de ceux qui tirait les cadavres dit : « J'ai entendu un bruit ». Normalement, lorsque quelqu'un meurt, après un certain temps jusqu'à ce qu'il se fige, le corps contient de l'air qui fait un peu de bruit. Nous avons dit : « Ce pauvre garçon, au milieu de tous ces morts, il commence à perdre la raison ». Après une dizaine de minutes, il l'entendit de nouveau. Nous avons dit : « Arrêtez vous, ne bougez pas », mais nous n'avons rien entendu et nous avons continué à travailler. Quand il l'entendit de nouveau, j'ai dit : « Est-il possible que lui seul l'entende ? Alors arrêtons-nous un peu plus et nous verrons ce qui se passera ». En effet, nous avons entendu un gémissement lointain. Alors l'un d'entre nous monte sur les corps pour arriver là d'où provient le bruit et il s'arrête à l'endroit où il est le plus fort. Il s'approche et, en somme, là il y avait une maman qui allaitait cet enfant. La mère était morte et le bébé était accroché au sein de sa maman. Tant qu'il avait pu sucer, il était resté calme. Quand plus rien n'est arrivé, il s'est mis à pleurer - vous savez que les bébés pleurent quand ils ont faim. Le bébé était donc vivant et nous nous l'avons pris et porté dehors, mais désormais il était condamné. Il y avait un SS tout content : « Amenez-le moi, amenez-le moi ». Comme un chasseur, il était content de prendre son fusil à air comprimé, un coup dans la bouche et l'enfant a fini comme sa maman. Cela est arrivé une fois dans cette chambre à gaz. Il y a tant d'histoires, mais moi je ne raconte jamais des choses que les autres ont vu et pas moi. »

Son expérience a conduit Roberto Benigni à faire appel à lui en tant que consultant avec Marcello Pezzetti, pour le film La vie est belle.

## Prix
- Prix Mémoire de la Shoah 2007[4].